# César Ordax-Avecilla y Urrengoechea
César Ordax-Avecilla y Urrengoechea (Madrid, 17 de diciembre de 1844-Madrid, 21 de octubre de 1917) fue un escritor, periodista y político español.

## Biografía
Nació en Madrid el 17 de diciembre de 1844. Fue individuo de numerosas sociedades políticas y benéficas, así como gobernador civil de las provincias de Cuenca, Lugo y Zamora en esta última hacia 1873, precedido por Antonio Arriola y sucedido por Lucas Guerra. Falleció en Madrid el 21 de octubre de 1917.
Como periodista fue uno de los fundadores del periódico satírico barcelonés El Tío Camueso (1867), así como redactor de La Igualdad de Madrid (1868), director en Teruel de La Bruja (1875), director de Recreo Turolense (1876) —llamado después La Provincia— (1876-1878) y corresponsal, entre otros muchos periódicos, de La Bandera Roja, El Zuavo, El Pueblo, La Discusión, Diario de Avisos de Zaragoza, El Comercio Aragonés, El Mercantil Valenciano, El Manifiesto, La Izquierda Dinástica, La Democracia, La Ley, La Idea Moderna, La Época, La Defensa Profesional o La Revista de la Cruz Roja.
Fue autor de obras como La Envidia, drama (1913), Para los míos, entretenimientos literarios (1915); Amor de novela, com. (1915); El cumplimiento del deber, diál. dram. (1915); Dios sobre todo, monólogo (1916); La justicia del pueblo (1916); Las damas de la Cruz Roja Esp. (1916); Ya tengo mi hombre (1916); Las Cándidas (1916); Del mal, el bien (1917).